# Taylor (nome)
Taylor  è un nome proprio di persona inglese maschile e femminile.

## Varianti
- Maschili: Tayler[1]
- Femminili: Tayler[1], Tayla[1]

## Origine e diffusione
Riprende il cognome inglese Taylor, che deriva da una variante, attestata dal XII secolo, del termine inglese, tailor, "sarto"; in origine indicava proprio chi svolgeva tale professione. La parola tailor di per sé proviene dal normanno taillur, a sua volta derivante dal latino taliare, cioè "tagliare".
Il suo uso al femminile, più recente, potrebbe essere stato influenzato dalla scrittrice Taylor Caldwell, vissuta fra il 1900 e il 1985.

## Onomastico
Il nome è adespota, non essendo portato da alcun santo; quindi l'onomastico ricade il 1º novembre, giorno di Ognissanti.

## Persone

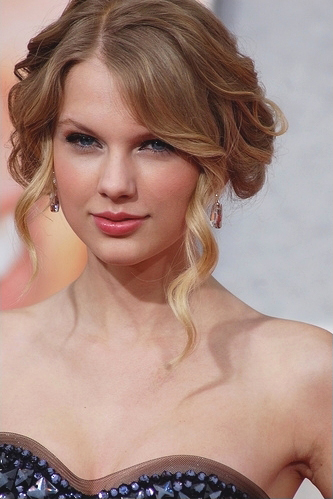
Taylor Swift

### Femminile
- Taylor Dayne, cantante, artista e attrice statunitense
- Taylor Momsen, attrice, modella e cantante statunitense
- Taylor Schilling, attrice statunitense
- Taylor Swift, cantautrice e attrice statunitense

### Maschile

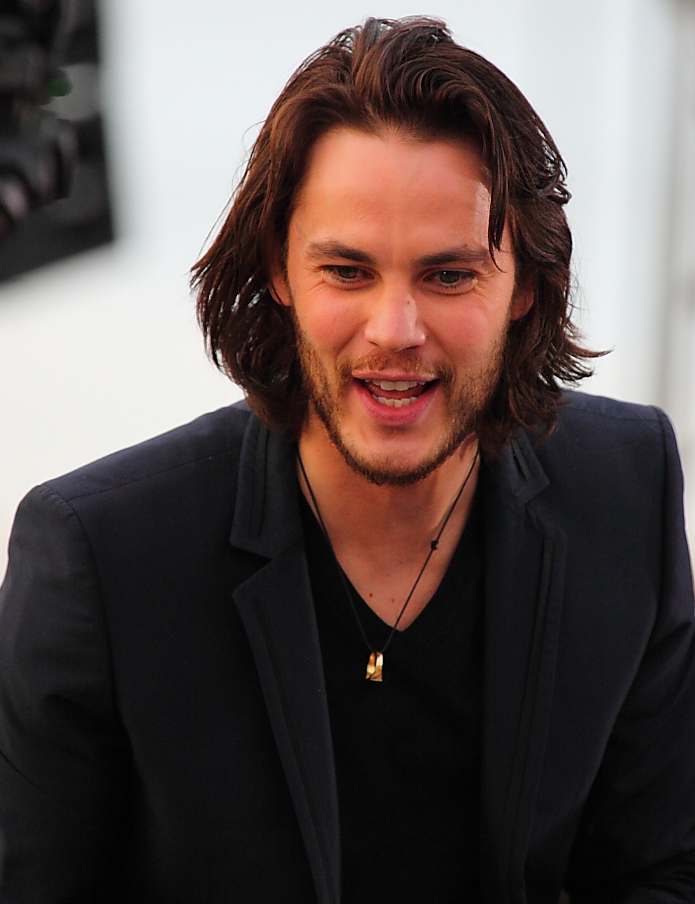
Taylor Kitsch

- Taylor Fuchs, supermodello canadese
- Taylor Hackford, regista statunitense
- Taylor Hanson, cantante e musicista statunitense
- Taylor Hawkins, batterista statunitense
- Taylor Hicks, cantante statunitense
- Taylor Jenkins, allenatore di pallacanestro statunitense
- Taylor Kinney, attore e modello statunitense
- Taylor Kitsch, attore canadese
- Taylor Lautner, attore e atleta statunitense
- Taylor Phinney, ciclista su strada e pistard statunitense
- Taylor Rotunda, wrestler statunitense
- Taylor Wang, fisico e astronauta statunitense
- Taylor Zakhar Perez, attore statunitense

## Il nome nelle arti
- Taylor Doose è un personaggio della serie televisiva Una mamma per amica.
- Taylor Hamilton è un personaggio della soap opera Beautiful.
- Taylor McKessie è un personaggio della serie di film High School Musical.
- Taylor Townsend è un personaggio della serie televisiva The O.C..
- Taylor è un personaggio di A tutto reality presenta: Missione Cosmo Ridicola.